# Ocoyapan
Ocoyapan är en ort i kommunen Tejupilco i delstaten Mexiko i Mexiko. Samhället hade 595 invånare vid folkräkningen 2020.